# Sándor Pósta
Sándor Pósta (Pánd, 25 september 1888 - Boedapest, 4 november 1952) was een Hongaars schermer gespecialiseerd in het wapen Sabel.
Fuchs won tijdens de Schermen op de Olympische Zomerspelen 1924 de gouden medaille op de sabel individueel, zilver met sabel team en de bronzen medaille met het floret team.

## Resultaten
- Olympische Zomerspelen 1924 in Parijs  in de sabel individueel
- Olympische Zomerspelen 1924 in Parijs  met het sabel team
- Olympische Zomerspelen 1924 in Parijs  met het floret team

1896: Ioannis Georgiadis ·
1900: Georges de la Falaise ·
1904: Manuel Díaz ·
1906: Ioannis Georgiadis ·
1908: Jenő Fuchs ·
1912: Jenő Fuchs ·
1920: Nedo Nadi ·
1924: Sándor Pósta ·
1928: Ödön Tersztyánszky ·
1932: György Piller ·
1936: Endre Kabos ·
1948: Aladár Gerevich ·
1952: Pál Kovács ·
1956: Rudolf Kárpáti ·
1960: Rudolf Kárpáti ·
1964: Tibor Pézsa ·
1968: Jerzy Pawłowski ·
1972: Viktor Sidjak ·
1976: Viktor Krovopoeskov ·
1980: Viktor Krovopoeskov ·
1984: Jean-François Lamour ·
1988: Jean-François Lamour ·
1992: Bence Szabó ·
1996: Stanislav Pozdnjakov ·
2000: Mihai Covaliu ·
2004: Aldo Montano ·
2008: Zhong Man ·
2012: Áron Szilágyi ·
2016: Áron Szilágyi ·
2020: Áron Szilágyi ·
2024: Oh Sang-uk